# San Esteban de Nogales (kommunhuvudort)
San Esteban de Nogales är en kommunhuvudort i Spanien.   Den ligger i provinsen Provincia de León och regionen Kastilien och Leon, i den nordvästra delen av landet, 270 km nordväst om huvudstaden Madrid. San Esteban de Nogales ligger 785 meter över havet och antalet invånare är 351.
Terrängen runt San Esteban de Nogales är huvudsakligen platt, men söderut är den kuperad. Runt San Esteban de Nogales är det glesbefolkat, med 17 invånare per kvadratkilometer. Närmaste större samhälle är La Bañeza, 15,8 km norr om San Esteban de Nogales. 